# 路易吉·阿莱曼迪
路易吉·阿莱曼迪（義大利語：Luigi Allemandi，1903年11月8日—1978年9月25日），意大利男子足球运动员，司职后卫。他曾代表意大利国家队参加1934年国际足联世界杯，结果获得冠军。